# Isochinolin-Alkaloide

Isochinolin, das Grundgerüst der Isochinolin-Alkaloide

Die Isochinolin-Alkaloide sind Naturstoffe aus der Gruppe der Alkaloide, die sich chemisch vom Isochinolin ableiten. Diese stellen die größte Gruppe unter den Alkaloiden dar.
Aufgrund der unterschiedlichen chemischen Grundstrukturen lassen sich die Isochinolin-Alkaloide noch weiter unterteilen. Die häufigsten Strukturtypen sind die Benzylisochinoline und die Aporphine.
Insgesamt werden nach heutigem Kenntnisstand circa 2500 chemische Verbindungen zu den Isochinolin-Alkaloiden gezählt, die hauptsächlich von Pflanzen gebildet werden.

## Bekannte Vertreter

Morphin
Codein
Papaverin
Berberin
Tubocurarin

## Vorkommen in der Natur
Die Isochinolin-Alkaloide werden in erster Linie in den Pflanzenfamilien der Papaveraceae, Berberidaceae, Menispermaceae, Fumariaceae und Ranunculaceae gebildet.
Eine große Rolle spielt dabei der Schlafmohn, der zur Familie der Papavaraceae gehört, da in dem dort enthaltenden Milchsaft, der auch als Opium bezeichnet wird, die Isochinolin-Alkaloide Morphin, Codein, Papaverin, Noscapin und Thebain nachweisbar sind. Neben dem Schlafmohn gibt es noch weitere Mohngewächse, wie beispielsweise das Schöllkraut, in denen Isochinolin-Alkaloide vorkommen. Dieser Milchsaft beinhaltet Berberin, welches aber auch in anderen Pflanzenfamilien, wie den Berberidaceaen, vorkommt.
Ein Vertreter der Berberidaceaen mit dem Inhaltsstoff Berberin ist die Gewöhnliche Berberitze.
Zur Untergruppe der Bisbenzylisochinolin-Alkaloide zählt das Tubocurarin; es kommt im behaarten Knorpelbaum vor. Dort wird das Tubocurarin aus der Rinde und den Wurzeln gewonnen.

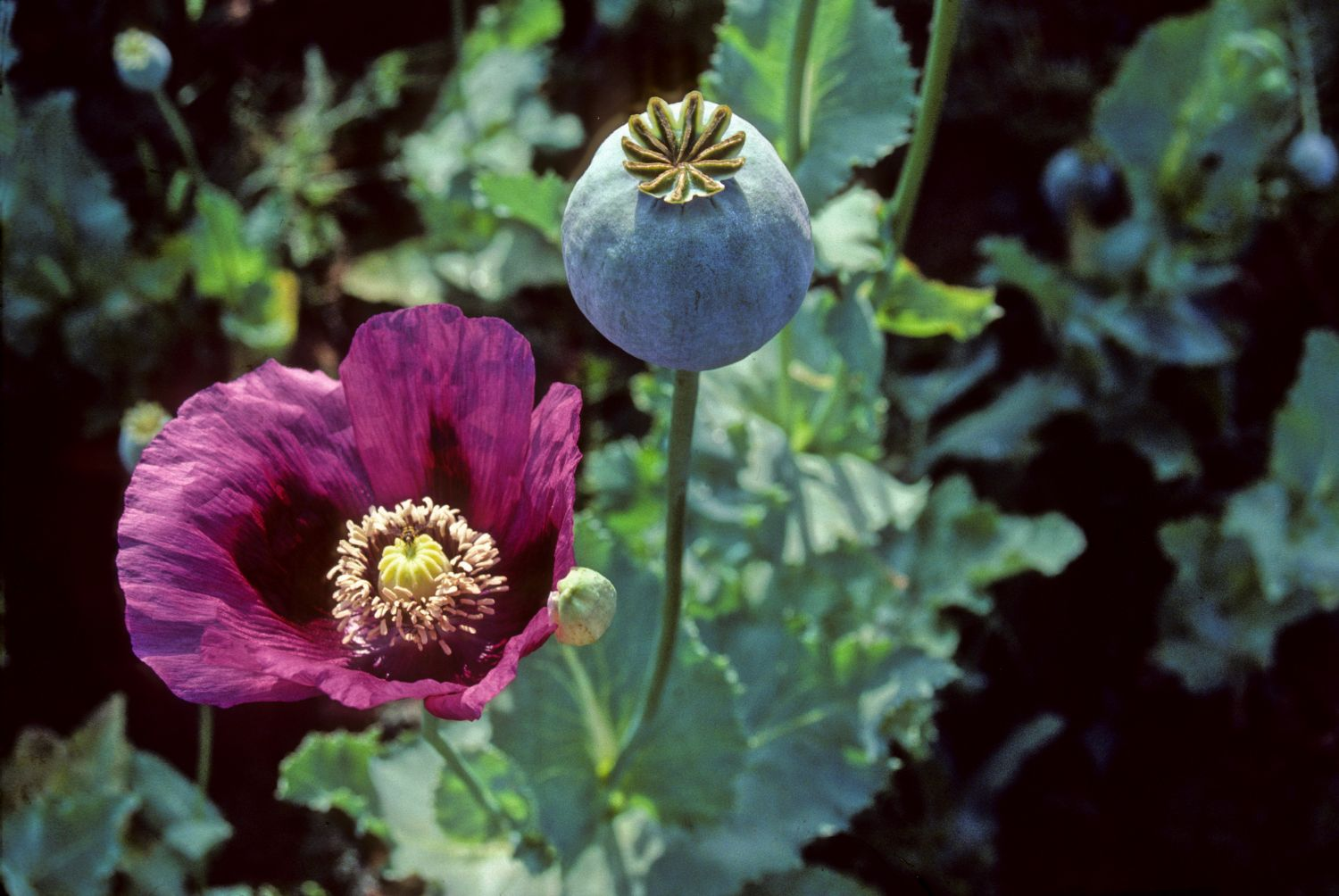
Schlafmohn, enthält Morphin, Codein und Papaverin
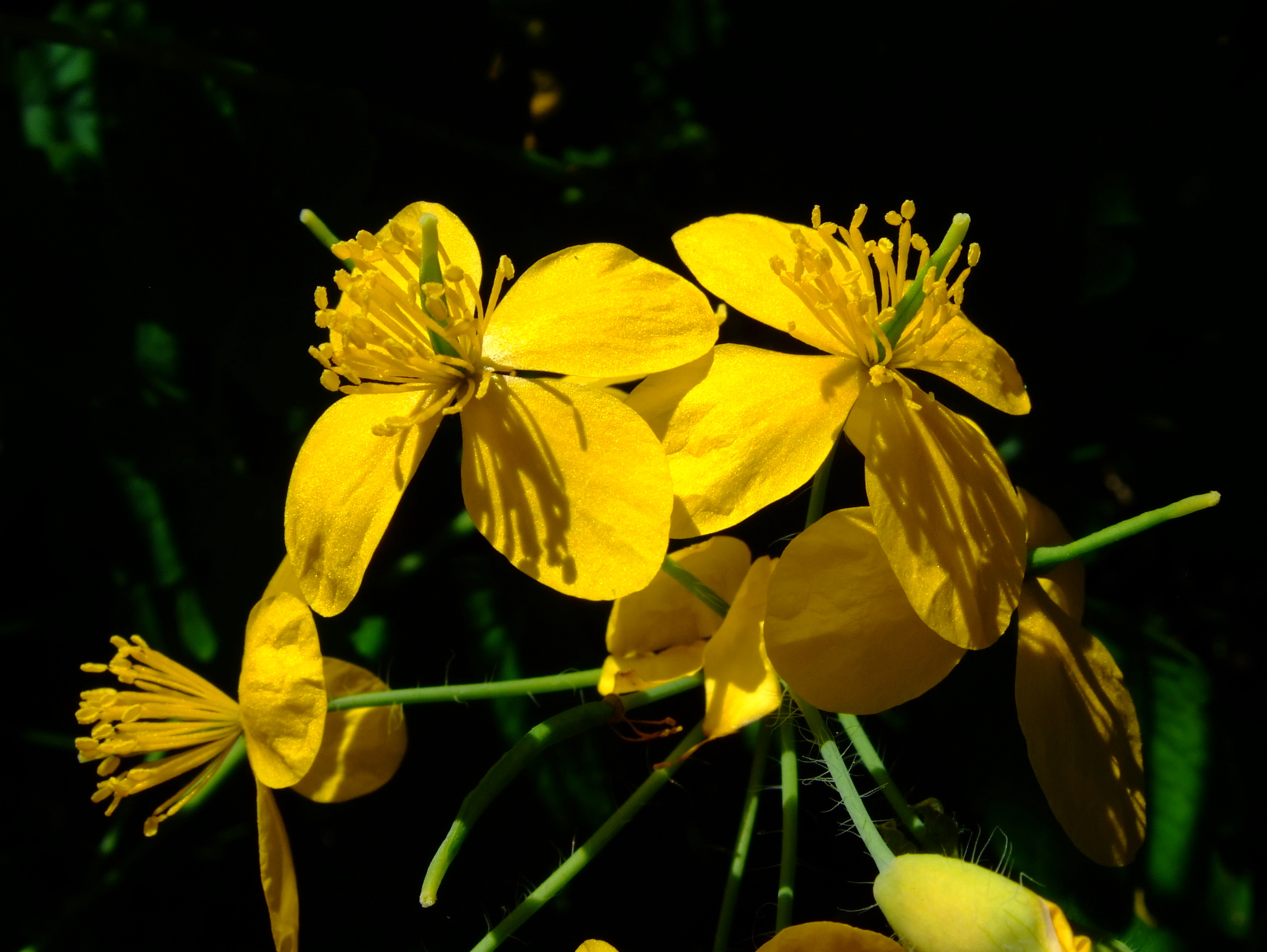
Schöllkraut, enthält Berberin
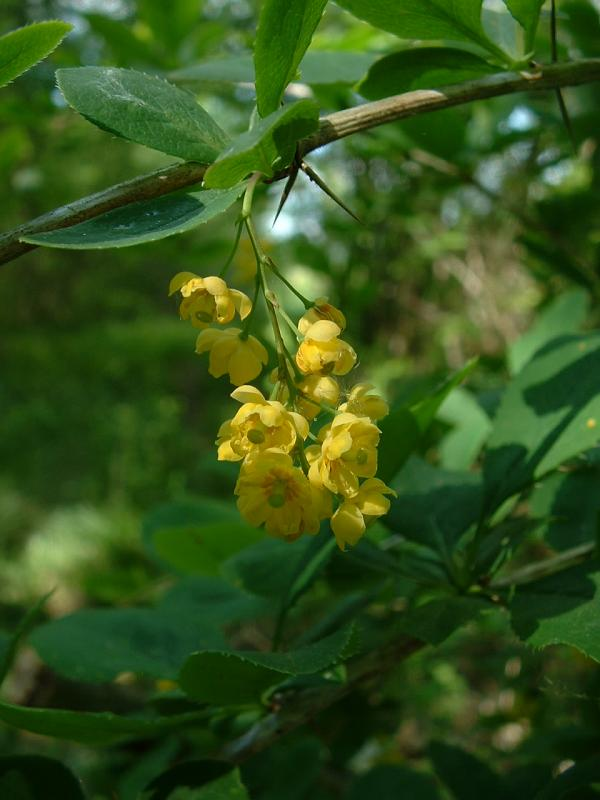
Gewöhnliche Berberitze, enthält Berberin

## Wirkung
Allgemein betrachtet können Isochinolin-Alkaloide unterschiedliche Wirkungen aufweisen.
Die Opium-Alkaloide können sedative, psychotrope oder analgetische Eigenschaften haben.
Morphin und Codein werden dabei als Analgetika eingesetzt.
Papaverin hingegen hat eine krampflösende Wirkung, falls diese von der glatten Muskulatur stammt, wie sie beispielsweise beim Menschen im Magen-Darm-Trakt oder in Blutgefäßen vorkommt. Deswegen wird es als Spasmolytikum eingesetzt.
Tubocurarin beeinträchtigt die Reizweiterleitung in Nervensystemen, sodass es im betroffenen Organismus zu Lähmungserscheinungen kommen kann.